# Яёй (1926)
«Яёй» (яп. 弥生 "месяц произрастания", поэтическое название третьего месяца лунного календаря) — японский эсминец типа «Муцуки». Третий в серии из 12 кораблей. Второй корабль в японском военно-морском флоте с таким названием. Принимал активное участие в боях на Тихом океане. Потоплен американской базовой авиацией во время боёв за Новую Гвинею 11 сентября 1942 года.

## Проектирование и строительство
Заказаны в соответствии с «Новой кораблестроительной программой по замещению кораблей по условиям Вашингтонского договора 1923 г.». Корабли этого типа являлись развитием эсминцев типа «Камикадзе». На эсминцах типа «Муцуки» были установлены более мощные торпедные аппараты (строенные) Для повышения остойчивости корабля были увеличены размеры корпуса и водоизмещение.
Построенные на основе опыта Первой мировой войны, эсминцы предназначались для атаки линейных сил противника и защиты своих тяжелых артиллерийских кораблей от атак эсминцев, постановки активных минных заграждений и траления мин. Однако уже к концу 1930-х годов корабли значительно уступали по основным параметрами новым эсминцам как японским, так и будущих противников. Микадзуки строился на верфи «Док Урага» в Йокосуке в 1925-27 гг. Вошёл в строй под названием «№ 23» 1 августа 1938 он получил своё основное название.

## Вооружение
Артиллерийское вооружение включало четыре одноорудийные щитовые установки 120-мм орудий тип 3 (длина 45 калибров, дальность — 5500 м, запас 180 снарядов на орудие, скорострельность — 9 выстрелов в минуту). Одно орудие было размещено на полубаке, второе между двух труб в центральной части корабля, ещё два — в коровой части спереди и сзади грот-мачты. Корабли практически не имели зенитного вооружения, которое было ограничено двумя 7,7-мм пулемётами тип 92. Возросшая роль авиации потребовала усиления зенитного вооружения, которое было проведено в ходе модернизации корабля в 1937 году. Были установлены две одинарных 25-мм зенитных пушки тип 96 (длина — 60 калибров, скорострельность до 110 выстрелов в минуту, эффективная высота стрельбы до 1500 м, дальность до 3000 м, запас снарядов — 2000 на орудие). 7,7-мм пулемёты были заменены на 13,2-мм тип 93.
Торпедное вооружение было усилено благодаря тому, что на эсминцах этого типа были впервые установлены новые трехтрубные 610-мм торпедные аппараты тип 12, что позволило уменьшить их число. Первый аппарат был традиционно для японских эсминцев размещён перед носовой надстройкой. Однако на последующих типах от такого размещения конструкторы отказались. Второй аппарат был расположен в кормовой части между дымовой трубой и грот-мачтой.
При вступлении в строй корабль не имел никакого противолодочного вооружения. В 1932 году этот пробел был исправлен и корабль получил два бомбомета тип 88 и два бомбосбрасывателя тип 3 с запасом из 36 глубинных бомб. Во время модернизации 1937 года на эсминце были заменены бомбомёты (установлены новые бомбомёты тип 94) и размещены сонар тип 93 и гидрофон тип 92.

## История службы

### Довоенная служба
После вступления в строй корабль включили в состав 30-го дивизиона эскадренных миноносцев 2-й Флотилии Второго Флота. В марте-апреле 1927 года совершил поход в Амой. 11-30 октября 1927 года корабль участвовал в манёврах Соединенного Флота в районе между островами Рюкю и Бонин (входил в состав соединения «синих»). В 1928-31 гг. эсминец находился в резерве в Сасебо. В конце сентября возвращен в состав 30-го дивизиона эсминцев действующего флота. 1 декабря 1931 года 30-й дивизион перебазировали на Сасебо и был включен включили в состав Первой Флотилии Первого Флота. С 26 января по 22 марта 1932 года корабль участвовал в Первом Шанхайском сражении в составе Третьего флота под командованием вице-адмирала Китисабуро Номура. Яёй действовал в районе устья реки Янцзы, оказывая огневую поддержку армейским частям, которые вели бои за Шанхай.
В марте 1932 года эсминец возвратился в Сасебо, где до сентября 1932 года прошел текущий ремонт корпуса и механизмов и модернизацию, связанную с установкой противолодочного вооружения. В августе 1933 года Яёй принял участие в морском параде у Иокогамы. С декабря 1934 года по март 1936 года он числился в резерве и простоял в Сасебо на базе флота. Начавшаяся война с Китаем потребовала усиления флота и эсминец было вновь вернуть в строй. В 1936 году в составе 30-го дивизиона Первой флотилии Первого Флота Яёй участвовал в блокаде побережья Китая. С января по июнь 1937 в Сасебо, на верфи флота на корабле был проведён очередной ремонт и модернизация: были усилены корпусные конструкции, установлено зенитное вооружение, оборудование для обнаружения подводных лодок, новые бомбомёты.
После ремонта Яёй до июня 1937 года занимался боевой подготовкой в водах Метрополии, а затем до августа 1938 года осуществлял блокаду побережья Китая. В конце августа 1938 года корабль возвратился в Метрополию, где до ноября 1940 года занимался боевой подготовкой. В ноябре 1940 года — феврале 1941 года совершил дальний поход, посетив острова Сайпан, Палау, Трук и Кваджалейн. В марте 1941 года в Сасебо на верфи флота провели текущий ремонт корпуса и механизмов, после которого Яёй вновь вошел в состав 30-го дивизиона Шестой Флотилии Четвёртого Флота и в июне 1941 года корабль перебазировался на атолл Трук.

### Начальный период войны на Тихом океане
В ноябре 1941 года эсминец вошел в состав Группы поддержки Соединения вторжения контр-адмирала Кадзиока и 2 декабря 1941 года прибыл на рейд островов Бонин. Командование кораблем осуществлял капитан 3-го ранга Масаки Кимоцуки 5-13 декабря 1941 года Яёй принимал участие в неудачной попытке захвата атолла Уэйк. В ходе боя эсминец получил одно попадание 5-дюймового снаряда с американской береговой батареи (1 человек был убит и 17 ранено). 20-28 декабря 1941 года эсминец участвовал во втором, успешном, штурме острова Уэйк. После окончания операции вошёл в состав Оперативного Соединения Южных морей и в конце декабря 1942 года эсминец прибыл на атолл Трук. В ночь на 23 января 1942 года Яёй в составе соединения контр-адмирала Кадзиока обеспечивал оккупацию Рабаула. До 6 февраля 1942 года он оказывал огневую поддержку 144-му пехотному полку, наступавшему на Кавиенг. Со 2 марта по 10 апреля 1942 года эсминец в составе соединения вице-адмирала Иное обеспечивал оккупацию Лаэ и Саламауа на северо-восточном побережье Новой Гвинеи, острова Бугенвиль, острова Шортленд, островов Адмиралтейства..

### Операции в районе Новой Гвинеи и Соломоновых островов
В апреле 1942 года корабль включили в состав Соединения Вторжения в Порт-Морсби контр-адмирала Кадзиока, но после боя в Коралловом море операция была отменена. В мае-июне 1942 года эсминец обеспечивал перевозки между базой в Труке и Рабаулом. 6 июля 1942 года командиром корабля стал капитан 3-го ранга Сидзука Кадзимото. 19-24 июля 1942 года Яёйв составе Соединения Надводного эскорта Четвёртого Флота вице-адмирала Иное обеспечивал высадку частей отряда Южных морей в Буна на северо-восточном побережье Новой Гвинеи. В ходе операции, сопровождая минные заградители "Сиратака «и „Цугару“ 22 июля успешно отразил атаку большого числа самолётов американской базовой авиации. В августе прошел текущий ремонт корпуса и механизмов в Сингапуре. 19 августа 1942 года эсминец пришел в Рабаул. 23 августа 1942 года корабль в составе Восьмого Флота вице-адмирала Микава направился в район к северо-востоку от острову Гуадалканал. В ночь на 24 августа вместе с эсминцами Кагеро, Исокадзе, Кавакадзе и Муцуки он обстрелял аэродром Хендерсон. На следующий день Яёй оказывал помощь поврежденному транспорту „Кинрю Мару“ и подобрал экипаж потопленного эсминца „Муцуки“, отразив при этом атаку авиации. В конце августа корабль в составе соединения контр-адмирала Мацуяма обеспечивал высадку на остров Раби частей Специального десантного отряда отряда „Куре № 3“..

### Гибель корабля

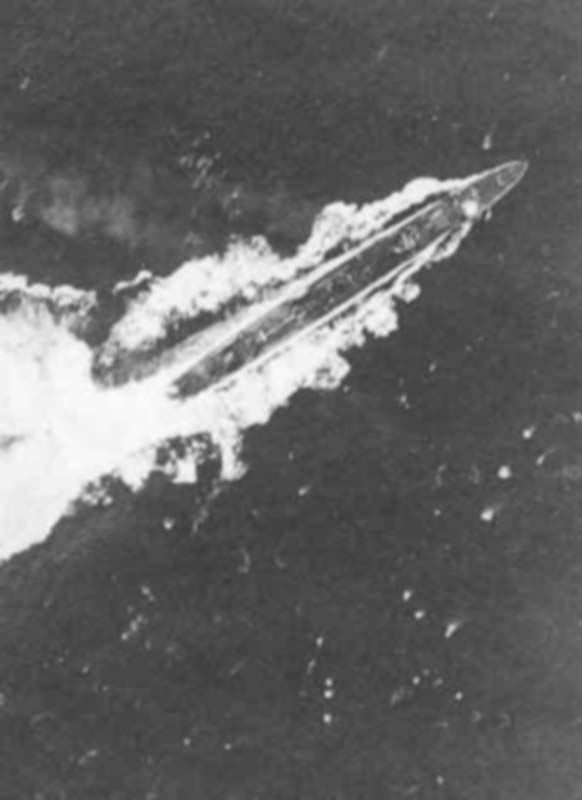
Яёй под атакой американской авиации. 11 сентября 1942 года

К осени 1942 года японскому командованию стала очевидна неудача попыток нанести поражение австралийско-американским войскам в Новой Гвинее. Необходимо было вывести остатки японских десантных отрядов с побережья и нескольких малых островов. Учитывая господство авиации противника было принято решение использовать для эвакуации быстроходные военные корабли. 11 сентября 1942 года Яёй вместе с лёгким крейсером „Тенрю“ и эсминцем „Исокадзе“ направился к Новой Гвинее для эвакуации отряда морской пехоты с небольшого острова Гуденаф. В тот же день к югу от острова Новая Британия, в 13.00 во время атаки американской базовой авиации (бомбардировщики B-17 и B-25), в корму Яёй попала бомба. В результате её взрыва корабль потерял рулевое управление. Вскоре корабли были вновь атакованы авиацией, нанесших ему новые повреждения близкими разрывами авиабомб. Не видя возможности спасти корабль, капитан Кадзимото приказал покинуть его. В 17.15 эсминец затонул в восьми милях к северо-западу от острова Вакута 08°45′ ю. ш. 151°25′ в. д.. Эсминец „Исокадзе“ по началу не нашел ни одного выжившего моряка из экипажа Яёй, обнаружив лишь большое масляное пятно на месте гибели корабля. Однако 83 человека из его экипажа самостоятельно добрались до острова Норманби, откуда их лишь 25 сентября 1942 года их снял эсминцы „Исокадзе“ и „Мотидзуки“. Всего погибло 67 человек, в том числе капитан 2-го ранга Широ Ясутаке, командир 30 дивизиона эсминцев.